# Višća Donja
Višća Donja (en cyrillique : Вишћа Доња) est un village de Bosnie-Herzégovine. Il est situé dans la municipalité de Živinice, dans le canton de Tuzla et dans la fédération de Bosnie-et-Herzégovine. Selon les premiers résultats du recensement bosnien de 2013, il compte 1 249 habitants.

## Géographie
Le village est situé au bord de la rivière Oskova, un affluent de la Spreča.

## Démographie

### Évolution historique de la population dans la localité
| 1948 | 1953 | 1961  | 1971  | 1981  | 1991  | 2013  |
| ---- | ---- | ----- | ----- | ----- | ----- | ----- |
| -    | -    | 1 002 | 1 533 | 1 701 | 1 079 | 1 249 |

|  |